# إدارة مخاطر المشروع
إدارة مخاطر المشروع
أولاً :- تعريف المخاطر 
 هي مقياس لاحتمالية وتبعات عدم الوصول إلى أهداف المشروع كما تم تحديدها والتخطيط لها مسبقاً . إن المخاطر تكمن في حالة عدم التأكد البيئي لأن الخطر يتشكل في نقص المعرفة عن الأحداث المستقبلية ,. وعليه فإن هناك مكونين أساسيين للخطر , المكون الأول : احتمال حدوث الخطر . والمكون الثاني : أثر هذا الخطر المحتمل على النتائج .
ثانياً :- بيئة المخاطر في المشروع 
 إن بيئة المخاطر التي تواجه المشروع إنما تعتمد بشكل أساسي على حالة البيئة التي يعمل بها المشروع ومستوى عدم التأكد فيها .
وهناك ثلاثة عوامل تؤثر في حالة البيئة , وهي : 
 * درجة التعقيد : 
  وهي مجموعة العناصر التي تؤثر في عدد مدخلات ومخرجات المشروع . 
 * درجة الحركية : 
  وهي مجموعة العناصر التي تؤثر في تحريك بيئة المشروع وحصول تغير وعدم ثبات فيها . 
 * درجة الغنى : 
  وهي مجموعة الموارد المتوفرة في بيئة المشروع وتؤثر في قدرته على الاستمرار .
هناك ثلاثة أنواع للبيئات , وهم :
1. البيئة المؤكدة 
  هذه البيئة تكون جميع البيانات المطلوبة متوفرة والنتائج واضحة ومعروفة , وعلى مدير المشروع وفريقه أن يختاروا القرار الأفضل للمشروع .
2. البيئة الخطرة 
  هذه هي البيئة التي تمارس فيها إدارة المخاطر , هي البيئة التي تكون الاحتمالات المتوقعة للبدائل معروفة ,وان كل احتمال سينتج عنه ناتج وبديل يختلف عن الآخر , وعلى مدير المشروع أن يختار البديل الذي يريده مع تحمل المخاطر الناتجة عن اختياره .
3. البيئة الغير مؤكدة 
  تمتاز هذه البيئة بالغموض وعدم التأكد بسبب عدم توفر البيانات الكافية وتكون البيانات قليلة لدرجة لاتساعد حتى في توقع احتمالات ظهور الأحداث .

  ثالثاً:- إدارة المخاطر 
  هي عملية منتظمة تتضمن الأفعال والممارسات اللازمة لتعريف المخاطر وتحليلها ومعالجتها وتوثيقها . وتتكون من أربعة مراحل : 
  1.	مرحلة التخطيط للمخاطر : وهي عملية تطوير وتوثيق الطرق التي سيتم من خلالها تعريف المخاطر. 
  2.	مرحلة تقييم المخاطر , وتتضمن : (تحديد المخاطر, تحليل المخاطر ) 
  3.	مرحلة معالجة المخاطر , وتتضمن : (تعريف ,  تقييم , اختيار وتطبيق واحدة من الاستراتيجيات التي تساعد في جعل المخاطرة في حدودها المقبولة ) 
  4.	مرحلة الرقابة على المخاطر :هي العملية التي من خلالها التتبع المنتظم للمخاطر عن طريق تقييم الأداء للخطط والاستراتيجيات المستخدمة في معالجة المخاطر.
رابعاً:-الأساليب الكمية في إدارة المخاطر 
  معظم الأساليب الكمية المستخدمة في إدارة المخاطر في المشاريع تعتمد على حساب معاملين , هما : 
    * العائد على الاستثمار 
* معامل المخاطرة